# Prvobitna črna luknja
Prvobitna ali primordialna črna luknja je domnevna vrsta črne luknje, ki ne nastane zaradi gravitacijskega sesedanja zvezde, temveč bi lahko nastala že med prapokom v tistih delih Vesolja, kjer je bila gostota energije in mase izredno velika.
V prvih trenutnkih po prapoku sta bila tlak in temperatura zelo velika. Pod takšnimi pogoji bi majhne razlike v gostoti energije lahko povzročile na posameznih območjih Vesolja dovolj velike gostote snovi, da bi nastala črna luknja. Čeprav so se takšna zelo gosta območja z razširjanjem Vesolja razkropila, pa bi bile prvobitne črne luknje lahko stabilne vse do danes.
Eden od načinov neposredne zaznave prvobitnih črnih lukenj je Hawkingovo sevanje.